# Max-Planck-Arbeitsgruppen für strukturelle Molekularbiologie am Deutschen Elektronen-Synchrotron
Die Max-Planck-Arbeitsgruppen für strukturelle Molekularbiologie am DESY waren Forschungsgruppen der Max-Planck-Gesellschaft, die 1985 gegründet wurden, um die Möglichkeiten der Synchrotronstrahlung des DESY vor allem für strukturbiologische Forschungen zu nutzen. Seit 1994 verfügten die Arbeitsgruppen über eine gemeinsame Satzung und Verwaltung.
Die Arbeitsgruppen und ihre Leiter waren:
- AG Proteindynamik, Leitung: Hans-Dieter Bartunik, Außenstation des Max-Planck-Instituts für Biochemie
- AG Zytoskelett, Leitung: Eckhard Mandelkow, Außenstation des Max-Planck-Instituts für medizinische Forschung
- AG Ribosomenstruktur, Leitung: Ada Yonath, seit 1991 verselbständigt

Ada Yonath erhielt für ihre Arbeiten zur Strukturaufklärung an Ribosomen im Jahr 2009 den Nobelpreis für Chemie. Sie war neben ihrer Arbeit in Hamburg auch am Weizmann-Institut in Rehovot tätig.
Ende 2001 waren an den Arbeitsgruppen 62 Mitarbeiter tätig, davon 27 Wissenschaftler, 14 ausländische Gastwissenschaftler und 17 Techniker. Zum 31. Juli 2011 wurden die Arbeitsgruppen nach der Emeritierung des letzten Arbeitsgruppenleiters geschlossen.